# Proboscis orsedice
Proboscis orsedice is een vlinder uit de familie van de Nymphalidae. De wetenschappelijke naam van de soort is voor het eerst geldig gepubliceerd in 1878 door William Chapman Hewitson.